# ایتابلا
ایتابلا (به پرتغالی: Itabela) یک منطقهٔ مسکونی در برزیل است که در باهیا واقع شده‌است. ایتابلا ۳۰٬۷۴۷ نفر جمعیت دارد.